# 戈爾比 (科佐瓦區)
49°29′31″N 25°18′21″E / 49.49194°N 25.30583°E
戈爾比（烏克蘭語：Горби）是烏克蘭的村落，位於該國西部捷爾諾波爾州，由捷尔诺波尔区負責管轄，處於斯特里帕河畔，距離姆林齊2公里，始建於1987年，面積0.03平方公里，2001年人口121。